# Thăm dò địa nhiệt
Thăm dò địa nhiệt (Geothermal exploration) là một phương pháp Địa vật lý nghiên cứu sự phân bố, phát tán nhiệt, và truy tìm nguồn phát nhiệt trong lòng đất.
Nghiên cứu địa nhiệt phát triển tại các nước có tiềm năng khai thác năng lượng từ nguồn Địa nhiệt. Tại Việt Nam Thăm dò địa nhiệt được ứng dụng để tìm nguồn nước nóng, cũng như để lý giải các hiện tượng phát nhiệt khác thường trong khu dân cư. Việc khai thác năng lượng Địa nhiệt mới chỉ là ý tưởng, hướng đến cung cấp nhiệt cho cơ sở kinh tế.

## Nội dung phương pháp
Trong Vật lý Địa cầu, nghiên cứu phân bố Địa nhiệt, cũng như dùng các phương pháp Địa vật lý khác có quan hệ với trường nhiệt, để xác định phân bố nhiệt trong lòng Trái Đất.
Trong Địa vật lý Thăm dò thì thực hiện đo trực tiếp giá trị nhiệt độ trong đất đá, rồi lập ra phân bố nhiệt độ và tìm đến nơi có nhiệt độ cao nhất.
Đo nhiệt trên mặt đất phải đục lỗ choòng xuống tầng đất ổn định, cỡ 0,2-1m. Minh giải về nguồn nhiệt cần đến quan sát thêm về cách phát tán nhiệt: do nước chảy, do truyền nhiệt trong đất khô, hay nhiệt sinh ra do các phản ứng hóa học ở khối đất đá đó.
Những kiểu nguồn nhiệt có:
- Các mạch magma xâm nhập, xảy ra ở nơi còn hoạt động kiến tạo, làm nhiệt truyền dẫn lên mặt đất.
- Do nước cổ ở vùng magma theo đứt gãy nước trào lên mặt.
- Do nước ngầm từ lưu vực cao ngấm theo đứt gãy qua vùng đá magma còn nóng, hay vùng than cháy ngầm. Trong khai thác địa nhiệt thì do khoan và bơm nước xuống.
- Do các phản ứng sinh nhiệt không cháy, thường liên quan đến chất hữu cơ, phosphor, sulfide,...

## Máy đo địa nhiệt
Máy đo địa nhiệt gồm khối máy hiện và lưu số liệu, và một hay nhiều đầu cảm biến. Đầu cảm biến có phần tử cảm nhiệt, thường là một linh kiện bán dẫn giống như tranzito (ví dụ Precision Temperatur Sensor LM335 có hệ số 10 mV/°K), đặt trong ống đồng có thể có mạ nikel bên ngoài, và hai dây dẫn tín hiệu có cực tính. Trọng lượng cả bộ có thể dưới 2 kg.
Khi đo đạc thì cắm xong đầu thu phải đợi cân bằng nhiệt, để nhiệt độ trong cảm biến đạt giá trị thật. Thời gian đợi tùy thuộc ống đồng và chất keo dán phần tử cảm nhiệt, và được nêu trong lý lịch máy. Vì thế máy có nhiều cảm biến sẽ cho kết quả thật hơn.
Do sử dụng và hư hại của dây nối, máy đo nhiệt có thể bị trôi phông và hệ số chuyển đổi. Vì thế cần kiểm chuẩn bằng nước đá 0 °C và nước sôi 100 °C.
Điều thú vị là Nhiệt kế điện tử hiện khá phổ biến trong đời sống, có thể dùng để chế ra máy đo địa nhiệt, trong đó cần khéo léo làm đầu cảm biến.
Một trong các máy đo địa nhiệt tự chế trong nước là Máy đo địa nhiệt TT-02 do Trung tâm Địa vật lý (thuộc Liên đoàn Bản đồ Địa chất miền Nam, trụ sở tại TP. Hồ Chí Minh) chế tạo và được giám định tại Phân viện vật lý Địa cầu, Trung tâm kiểm định chất lượng 3 – Bộ Khoa học và Công nghệ, và đã được sử dụng vào thăm dò địa nhiệt.

## Đối tượng nghiên cứu
- Thạch quyển